# حمل إنشائي
السلام عليكم 
معكم الهكر المهكر 

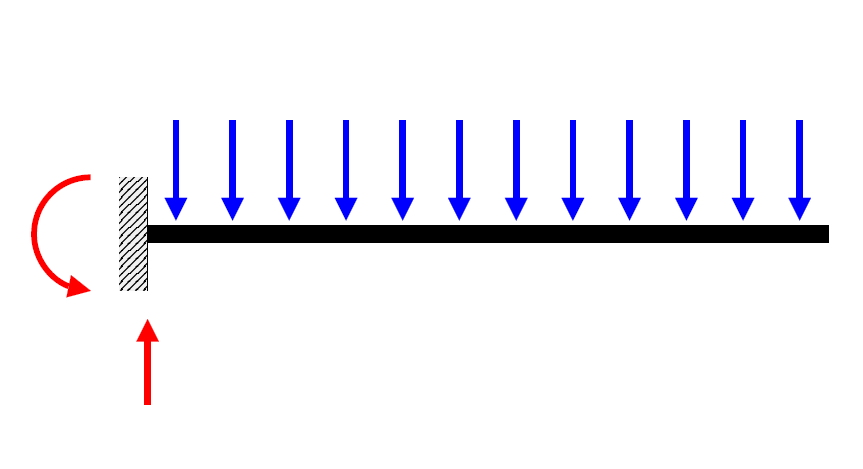
مثال على توزيع الأحمال

الأحمال الإنشائية هي القوى المؤثرة على أي عنصر من عناصر المنشأ، وتؤخذ جميع الأحمال في الاعتبار عند التصميم الإنشائي طبقا لنوع المنشأ وشكل توزيع الأحمال ومدى استمرارها وطبيعتها إن كانت ساكنة أو متحركة وما إلى ذلك من العوامل التي قد تؤثر على مقدار الأحمال المؤثرة على المنشأ. ويقوم المهندس بتحليل القوى وتقييم الإجهادات التي قد تحدث كي يتم تفاديها أو التحكم فيها.
عندما يكون الجسم ملامساً لجسم آخر، فإن الحمولات المطبقة على الجسم تكون موزعة على سطح التماس للجسمين. إذا كانت مساحة التماس صغيرة جداً بالمقارنة مع المساحة الكلية للجسم، سيكون من الممكن تمثيل الحمولة على أنها قوة واحدة مركزة تعمل عند نقطة محددة من الجسم. لكن عندما يكون الحمل مطبقاً على مساحة كبيرة من الجسم (مثل الحمولة المطبقة بسبب الرياح أو تدفق السوائل) فيجب عندها أخذ توزيع الحمولة على كامل سطح التماس بعين الاعتبار.

## الأحمال الحية
الأحمال الحية (بالإنجليزية: Live loads)‏ هي أحمال متغيرة المقدار ومؤقتة لفترات قصيرة كقوة الرياح والزلازل أو أحمال متحركة كحركة الناس داخل المنشأ وضغط المياه داخل الخزانات.ويمكن الأطلاق عليه الحمل المتحرك.

## الأحمال الساكنة
الأحمال الساكنة أو (الأحمال الميتة) (بالإنجليزية: Dead loads)‏ هي الأحمال المستقرة والثابتة نسبيا مع ثبات المنشأ كأوزان المواد المبني منها المنشأ والمعدات أو الآلات المستقرة فيه.

## الأحمال البيئية
الأحمال البيئية تكون نتيجة تغير عوامل بيئية معينة كتغير الحرارة ويسمى حملا حراريا قد يسبب التمدد أو الانكماش. وهناك أحمال نتيجة الرطوبة والثلوج والأمواج وغيرها.

## الأحمال المركبة
الأحمال المركبة هي الأحمال التي تنشأ نتيجة وجود أكثر من نوع من الأحمال يؤثر على المنشأ وهي السمة العامة.